# Богомазов Дмитро Михайлович
Дмитро Михайлович Богомазов (справжнє прізвище Чекулаєв 14 лютого 1964, Свердловськ) — український театральний режисер, лауреат Національної премії України імені Тараса Шевченка. Народний артист України (2019).

## Життєпис
1995 року закінчив Київський державний інститут театрального мистецтва імені І. К. Карпенка-Карого (курс Е. Митницького). За роки творчої діяльності Дмитро Богомазов здійснив постановку понад 40 вистав на сценах Києва, Одеси, Черкас, та закордоном — у Польщі, Росії, Франції. Серед них низка вистав за творами світової класики, зокрема: В. Шекспіра, Ж. Б. Мольєра, Й. Гете, М. Булгакова, Т. Манна; першопрочитання творів Л. Піранделло, Софокла, О. Гріна; сучасне прочитання класичної української літератури: І. Карпенка-Карого, В. Стефаника, І. Франка, П. Саксаганського.
З 1993 до 2000 року та з 2011 року працює режисером-постановником Київського театру драми та комедії. З 2017 року — головний режисер Національного академічного драматичного театру ім. І. Франка.
Є членом Комітету з Національної премії України імені Тараса Шевченка (з грудня 2016).

## Творчий доробок
- «Morituri te salutant» за новелами В. Стефаника Національний театр ім. І. Франка
- «Карнавал плоті» Г. Бюхнер Київський театр драми та комедії
- «Наше містечко» Т. Вайлдер Київський ТЮГ
- «Украдене щастя» Івана Франка
- «Співай, Лоло, співай» О. Чепалов Київський театр драми та комедії; Національний академічний драматичний театр Івана Франка (2021, 23 вересня; поновлення)
- «Кар'єра Артуро Уї, яку можна було спинити» Бертольда Брехта

## Нагороди
- 1993 — лауреат премії «Київська пектораль» у номінації «Кращий дебют» (спектакль «Чарівниця»)
- 2006 — лауреат премії «Київська пектораль» у номінації «Краща режисерська робота» (спектакль «Черга», Київський театр драми та комедії на лівому березі)
- 2007 — лауреат премії «Київська пектораль» у номінаціях «Краща вистава камерної (малої) сцени» і «Краща режисерська робота» (спектакль «Жінка з минулого», Театр «Вільна сцена»)
- 2010 — лауреат премії Одеського міжобласного відділення Національної Спілки театральних діячів України ім. Народних артистів України Лії Бугової та Івана Твердохліба за спектакль «Гамлет» (Одеський академічний український музично-драматичний театр ім. В. Василька)
- 2013 — лауреат Національної премії України імені Тараса Шевченка — за спектаклі «Гамлет» (Одеський академічний український музично-драматичний театр ім. В. Василька), «Гості прийдуть опівночі» (Київський Академічний театр драми та комедії на лівому березі Дніпра) і "Щуролов "(Київський театр «Вільна сцена»)
- 2013 — лауреат премії «Київська пектораль» у номінаціях «Краща вистава драматичного театру», «Краща режисерська робота» (спектакль «Morituri te salutant», Театр імені Івана Франка)
- 2013 — Заслужений діяч мистецтв України[4]
- 2014 — лауреат премії «Київська пектораль» у номінації «Краща вистава драматичного театру» (спектакль «Радість сердечна, або Кепка з карасями», Театр драми та комедії)
- 2015 — лауреат премії «Київська пектораль» у номінації «Краща вистава музичного театру» (спектакль «Співай, Лоло, співай!», Театр драми і комедії)
- 2018 — премія імені Сергія Данченка «за творчі досягнення, що наближають театр України до кращих зразків світового мистецтва, естетичну довершеність»[5].
- 2021 — лауреат премії імені Леся Курбаса за виставу «Украдене щастя» за п’єсою Івана Франка[6].